# Portia fimbriata
Portia fimbriata (лат.) — вид пауков рода Portia из семейства пауков-скакунов (Salticidae).

## Описание
Мелкие пауки-скакуны. Длина самок от 6,8 до 10,5 мм, самцы от 5,2 до 6,5 мм. Основная окраска темно-коричневая со светлыми и тёмными отметинами; хелицеры красно-коричневые; педипальпы с беловатыми волосками.
Питаются в основном другими пауками. Касаясь паутины, они могут имитировать движения дуновения ветра, чтобы оставаться незамеченными. Благодаря хорошему зрению они могут приблизиться к жертве, оставаясь незамеченными, и стремительно атаковать.

## Распространение
Австралия, Южная и Юго-Восточная Азия.